# Rimae Archimedes
Rimae Archimedes – grupa rowów  na powierzchni Księżyca o średnicy około 169 km. Znajduje się na współrzędnych selenograficznych ☾ 26,6°N 4,1°W/26,600000 -4,100000. Nazwa tego systemu kanałów została nadana w 1964 roku przez Międzynarodową Unię Astronomiczną i pochodzi od pobliskiego krateru Archimedes.